# Nzambici
Nzambici, även kallad Nzambi, är månens och jordens gudinna i kongoreligionen.  Hon är den kvinnliga motparten till den manliga huvudguden Nzambi Mpungu; de utgör de två högsta gudarna i religionens panteon.